# 中野亨道
中野 亨道 （なかの こうどう、1993年3月8日 - ）は、日本出身のフィリピンの元男子柔道（81kg級）選手。2016年リオデジャネイロオリンピックフィリピン代表。岩手県九戸郡野田村出身。清和大学卒業。2023年現在、柔道フィリピン代表チーム監督。

## 人物
日本人の父とフィリピン人の母の間に生まれた。出生時より日本とフィリピン両国の国籍を有する。
弟の中野修源・中野経清もフィリピン代表の柔道選手である。

## 経歴
9歳の時から地元の道場直心館で柔道を始めた。岩手県立久慈東高等学校2年時に母の故郷へ里帰りした際、フィリピン代表チームに誘われた。
2013年から2015年にかけて、世界柔道選手権大会などIJFワールド柔道ツアーに多数出場した。2013年ミャンマーのネピドーで開催された東南アジア柔道選手権大会の81kg級で銅メダルを獲得した。2013年の時点では清和大学の柔道部に所属していた。
2016年リオデジャネイロオリンピックに際しては、当初81kg級で出場予定だった他国の選手が負傷で出場を辞退したことから、国際柔道連盟より繰り上げでの出場が開催直前の8月3日に決定した。この時点では横浜国立大学教育人間科学部大学院の研究生であった。リオ五輪の試合は8月9日の1回戦で敗れた。
2017年2月に、出身地の野田村から、村の制定した「小野寺賞」を授与された。
2017年3月に、横浜国立大学から、学生表彰を授与された。
2020年に柔道フィリピン代表チーム監督に就いた。